# Catalana
Catalana war eine katalanische Literaturzeitschrift, die der kulturellen und politischen Strömung nahestand, die die Anerkennung einer politischen, sprachlichen und kulturellen Eigenständigkeit Kataloniens und der Gemeinschaft katalanischsprachiger Länder – den Països Catalans – zum Ziel hatte. Sie erschien in den Jahren 1918 bis 1926 in Katalonien.
Gegründet wurde Catalana 1918 durch Francesc Matheu i Fornells (1851–1938) in Barcelona, sie erschien bis 1921 wöchentlich, danach in zweiwöchentlicher Auflage. Sie hatte das Ziel, die gesellschaftliche Anerkennung der katalanischen Sprache und Kultur nach den Jahrhunderten des Niedergangs zu unterstützen und in der Zeit der Bewegung des Noucentisme zu festigen.
Catalana war eine Plattform des Institut d’Estudis Catalans, das sich der Aufklärung der katalanischen Sprache, Rechtschreibung, der Politik und der damaligen Stilrichtung des Noucentisme widmete. Aufgrund der politischen Entwicklung in Spanien wurde die Zeitschrift von der Zensur 1926 untersagt und der Vertrieb eingestellt.
Kolumnisten waren unter anderen Miquel i Planas, Eduard Girbal und Víctor Català. Besonders Víctor Català schrieb zahlreiche Artikel in den Jahren 1918 bis 1920. Die Catalana veröffentlichte auch Artikel von Marià Aguiló, Emili Vilanova i March, Jacint Verdaguer und Miquel Costa i Llobera, die zur Bewegung für die Wiederbelebung der katalanischen Sprache und Kultur im 19. Jahrhundert, der sogenannten Renaixença, zählten.